# 레 세일즈
레 세일즈(Les Sales)는 대한민국의 개러지 록 밴드이다.

## 음반 목록
정규
- 2014: 《Teenage Fun》

EP
- 2013: 《Doo Nyeon》

싱글
- 2015: 모두들 사랑한다 말합니다